# 陆继东
陆继东（1957年7月—），江苏常熟人，中共党员，教授，研究领域为带化学反应的气固两相流体动力学、化石能源的高效低污染利用和热力系统与设备的诊断、控制及优化运行等。主持“973”项目等多个重点课题，发表数百篇论文，获得数十项发明专利。中华人民共和国教育部第三批“长江学者”特聘教授，国务院政府特殊津贴获得者，获得中国教育部科技进步一等奖等奖项。
1978年9月至1988年6月，就读于华中科技大学，先后获得学士、硕士、博士学位，1988年7月至2005年9月留校任教，后任教授。1991年1月-1992年12月，在法国国家科研中心攻读博士后。2005年9月至今，任华南理工大学教授。后担任华南理工大学电力学院副院长。